# Liste jüdischer Friedhöfe in Lettland
Die Liste jüdischer Friedhöfe in Lettland  gibt einen Überblick zu jüdischen Friedhöfen (Ebreju kapsētas Latvijā) in Lettland. Die Liste erhebt keinen Anspruch auf Vollständigkeit. Die Sortierung erfolgt alphabetisch nach den Ortsnamen.

## Liste der Friedhöfe
| Bezeichnung                       | Bild           | Ort                 | Weitere Informationen |
| --------------------------------- | -------------- | ------------------- | --------------------- |
| Jüdischer Friedhof (Aizpute)      | weitere Bilder | Aizpute (Lage)      | siehe                 |
| Jüdischer Friedhof (Jaunjelgava)  |                | Jaunjelgava         |                       |
| Jüdischer Friedhof (Ludza)        | weitere Bilder | Ludza (Lage)        | siehe                 |
| Jüdische Friedhöfe in Riga        |                | Riga                |                       |
| Jüdischer Friedhof (Tukums)       | weitere Bilder | Tukums (Lage)       | siehe und             |
| Jüdischer Friedhof (Valdemārpils) | weitere Bilder | Valdemārpils (Lage) | siehe                 |